# Amarapura, Bellary
Amarapura là một làng thuộc tehsil Bellary, huyện Bellary, bang Karnataka, Ấn Độ.